# 1934 au Québec
Cet article traite des événements survenus en 1934 au Québec. 

## Événements

### Janvier
- 9 janvier : ouverture de la troisième session de la 18e législature. On y annonce une loi permettant de municipaliser l'électricité dans certains cas, une autre devant contrôler le prix du lait, ainsi que l'instauration d'un salaire minimum dans l'industrie[1].
- 17 au 20 janvier : une nouvelle conférence interprovinciale réunit les premiers ministres du Canada. Ceux-ci décident de continuer à distribuer des secours directs aux chômeurs en difficulté. Un nouveau programme de travaux publics et municipaux y est décidé. Quant à la politique de retour à la terre, une somme de 100 $ par famille sera distribuée afin de pourvoir à leur subsistance pendant une troisième année de leur établissement sur leur terre[2].

### Février
- 1er février : le discours du budget énonce des recettes de 31 millions $ et des dépenses de 38 millions $ pour l'année 1933[1].
- 19 février - Joseph-Ernest Grégoire est élu maire de Québec. Il a obtenu 20 000 voix de plus que Pierre Bertrand, son plus proche adversaire[3].
- 21 février : l'Assemblée législative vote de nouveau majoritairement contre une loi devant donner le droit de vote aux femmes[4].
- 22 février : Adrien Arcand fonde le Parti national social chrétien de tendance fasciste[5].

### Mars
- 16 mars : la loi devant créer une Banque du Canada est adoptée à Ottawa[6].

### Avril
- 9 avril : Camillien Houde redevient maire de Montréal après avoir remporté l'élection municipale. Il a obtenu 53 000 voix de plus qu'Anatole Plante, son plus proche adversaire[7].
- 20 avril : la session est prorogée[8].

### Mai
- 3 mai : le nouveau lieutenant-gouverneur, Ésioff-Léon Patenaude, est assermenté. Il succède à Henry George Carroll[9].
- 8 mai : Irénée Vautrin devient ministre sans portefeuille[8].
- 27 mai : inauguration de la nouvelle basilique Sainte-Anne de Beaupré[10].

### Juin
- 12 juin : 300 mineurs déclenchent une grève à la mine Horne de Rouyn-Noranda. C'est la première grève dans l'industrie minière en Abitibi[11].

### Juillet
- 11 juillet : le premier ministre Louis-Alexandre Taschereau inaugure officiellement le pont Honoré-Mercier, reliant l'île de Montréal à Kahnawake sur la Rive-Sud[12].
- 25 juillet : le premier ministre Taschereau procède à un remaniement ministériel. Irénée Vautrin devient ministre de la Colonisation. Jacob Nicol, conseiller législatif depuis peu, est ministre sans portefeuille[8].
- 27 juillet : plusieurs libéraux, déçus de la politique du gouvernement Taschereau, fondent l'Action libérale nationale. Paul Gouin en est le chef. Son but principal est d'arracher les ressources naturelles aux trusts financiers afin qu'elles deviennent propriété de l'État[13].
- 30 juillet : de nouveau réunis lors d'une conférence interprovinciale, les premiers ministres décident une réduction du montant accordé aux secours directs[14].

### Août
- 9 août : le ministre Irénée Vautrin annonce une entente fédérale-provinciale allouant une somme de 700 $ par colon dans la politique de retour à la terre. De plus, Taschereau annonce que le budget de la colonisation augmentera de 10 millions $[15].
- 25 août : célébration du 400e anniversaire de la découverte du Canada à Gaspé[16].
- 30 août : Taschereau est décoré Chevalier Grand-Croix de la Légion d'honneur[1].

### Septembre
- 25 septembre : inauguration du Collège Saint-Charles-Garnier à Québec[17].

### Octobre
- 15 octobre : selon Le Devoir, il y a maintenant 22 000 personnes en Abitibi réparties dans une trentaine de localités[18].

### Novembre
- 5 novembre : ouverture des audiences de la commission Lapointe sur l'électricité[19].
- 14 novembre : Philippe Hamel déclare, devant la commission Lapointe, que la nationalisation de l'électricité est nécessaire[20].

## Naissances
- Yves Massicotte (acteur)
- 11 janvier - Jean Chrétien (ancien premier ministre du Canada)
- 23 janvier - Pierre Bourgault (homme politique, écrivain et éditorialiste) († 16 juin 2003)
- 26 janvier - Roger D. Landry (homme d'affaires) († 1er février 2020)
- 29 janvier - Marcel Tessier (historien) († 26 août 2024)
- 3 mars - Laurent Laplante (journaliste et écrivain) († 15 mars 2017)
- 16 mars
  - Michel Biron (homme politique)
  - Jean Cournoyer (homme politique)
- 23 mars - Fernand Gignac (chanteur et acteur) († 18 août 2006)
- 27 mars - Rémi Savard (anthropologue)  († 20 décembre 2019)
- 29 mars - Matthias Rioux (homme politique)
- 18 avril - Lionel Giroux alias Litte Beaver (lutteur) († 4 décembre 1995)
- 27 avril - Roland Arpin (pédagogue, communicateur et administrateur public) († 2 septembre 2010)
- 16 mai - Suzanne Lapointe (animatrice et chanteuse) († 2 janvier 2015)
- 23 mai - Charles Gagnon (peintre) († 16 avril 2003)
- 27 mai - Ray Daviault (joueur de baseball) († 6 décembre 2020)
- 2 juin - Jacques Duval (chroniqueur automobile) († 6 février 2024)
- 24 juin
  - Jeanne Blackburn (femme politique)
  - Jean-Pierre Ferland (chanteur) († 27 avril 2024)
- 5 juillet - Guy Sanche (acteur) († 27 janvier 1988)
- 3 août - Guy Saint-Pierre (homme d'affaires et homme politique) († 23 janvier 2022)
- 25 août - Lise Bacon (femme politique)
- 30 août - Jean-Guy Gendron (hockeyeur) († 30 août 2022)
- 2 septembre - Lee Gagnon (saxophoniste ténor et alto, flûtiste, arrangeur et compositeur)
- 8 septembre - Rodrigue Biron (homme politique) († 12 août 2025)
- 21 septembre - Leonard Cohen (auteur-compositeur-interprète) († 7 novembre 2016)
- 22 septembre - Philippe Bruneau (accordéoniste-compositeur) († 8 août 2011)
- 28 septembre - Ghislain Dufour (gestionnaire, président du Conseil du patronat du Québec de 1986 à 1996) († 16 juillet 2023)
- 1er octobre - Margaret Norrie McCain (ancien lieutenant-gouverneur du Nouveau-Brunswick)
- 20 octobre - Jean Bissonnette (réalisateur et producteur de télévision) († 29 mars 2016)
- 29 octobre -Raymond Blais (président du Mouvement Desjardins) († 3 mai 1987)
- 6 novembre - Albert Langlois (joueur de hockey)  († 19 octobre 2020)
- 8 décembre - Yvon Trudel (réalisateur de télévision) († 23 avril 2018)

## Décès
- 20 février - Hormidas Laporte (ancien maire de Montréal) (º 7 novembre 1850)
- 2 mars - John Smith Archibald (architecte) (º 14 décembre 1872)
- 17 avril - Frank S. Cahill (homme politique) (º 27 janvier 1876)
- 26 juin - Olivier-Napoléon Drouin (homme d'affaires, ancien maire de Québec) (º 8 juin 1862)
- 29 juillet - Didier Pitre (joueur de hockey sur glace) (º 1er septembre 1883)
- 4 septembre - Louis-Philippe Fiset (homme politique) (º 11 janvier 1854)
- 18 septembre - François-Xavier Cloutier (personnalité religieuse) (º 2 novembre 1848)
- 26 décembre - Georges Dansereau (homme politique) (º 15 décembre 1867)
- 26 décembre - Joseph-Elzéar Bernier (navigateur et explorateur) (º 1er janvier 1852)

### Articles généraux
- Chronologie de l'histoire du Québec (1931 à 1959)
- L'année 1934 dans le monde
- 1934 au Canada

### Articles sur l'année 1934 au Québec
- Action libérale nationale
- Plan Vautrin